# Dornier Do 13
Die Dornier Do 13 war ein deutscher Bomber der Dornier-Werke.

## Geschichte
Entwickelt wurde das Flugzeug 1932/33 mit starrem Fahrwerk als Parallelentwurf der Dornier Do 11. Gegenüber dieser wurden außerdem vornehmlich an den Triebwerken Änderungen vorgenommen. So erhielten die Siemens-Jupiter-Sternmotoren des als Do 13 A bezeichneten Prototyps Untersetzungsgetriebe, womit sich die Leistung von 550 PS auf 600 PS steigern ließ. Er erhielt bald BMW-VIu-Motoren mit Getriebe und einer Leistung von 750 PS und die Bezeichnung Do 13 C. Außer einer weiteren Do 13 C entstanden noch die beiden Prototypen Do 13 E mit Curtiss V-1550 Conqueror und Do 13 F mit BMW VId. Der Auftrag zur Serienproduktion wurde am 23. Oktober 1933 mit einer vorläufigen Bestellung von 36 als Do 13 G bezeichneten Flugzeugen erteilt. Zum Ende des Jahres wurde der Auftrag auf 180, später auf 219 Do 13 aufgestockt. Das Muster musste jedoch nach schweren Unfällen, die neben drei Do 11 auch den ersten Prototyp der Do 13 betrafen und durch Tragflächenbruch verursacht wurden, für den Flugbetrieb gesperrt werden. Nach Bruch- und Schwingungsversuchen wurde die Produktion mit gekürzter Tragfläche unter der Bezeichnung Do 23 fortgesetzt und die bereits fertiggestellten Do 11 und Do 13 auf diesen Standard umgerüstet.

## Technische Daten
| Kenngröße                       | Dornier Do 13 A                                          | Dornier Do 13 C                              |
| ------------------------------- | -------------------------------------------------------- | -------------------------------------------- |
| Besatzung                       | 4                                                        | 4                                            |
| Länge                           | 18,75 m                                                  | 18,8 m                                       |
| Spannweite                      | 28,0 m                                                   | 28,0 m                                       |
| Höhe                            | 5,65 m                                                   | 5,4 m                                        |
| Flügelfläche                    | 112 m²                                                   | 112 m²                                       |
| Flügelstreckung                 | 7,0                                                      | 7,0                                          |
| Leermasse                       | 5530 kg                                                  | 6050 kg                                      |
| max. Startmasse                 | 8000 kg                                                  | 8600 kg                                      |
| Höchstgeschwindigkeit           | 245 km/h                                                 | 260 km/h                                     |
| Dienstgipfelhöhe                | 3600 m                                                   | 4600 m                                       |
| Reichweite mit 1055 kg Zuladung | 1300 km                                                  | 1200 km                                      |
| Triebwerke                      | zwei Siemens Jupiter VI mit Getriebe, je 600 PS (441 kW) | zwei BMW VI mit Getriebe, je 750 PS (552 kW) |